# Séverin Bays

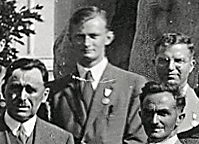
Sévérin Bays (links) auf dem Internationalen Mathematikerkongreß Zürich 1932

Séverin Bays (* 2. Juni 1885 in La Joux; † 24. September 1972 in Freiburg, heimatberechtigt in Chavannes-les-Forts) war ein Schweizer Mathematiker und Politiker (CVP).

## Biografie
Séverin Bays wurde am 2. Juni 1885 in La Joux als Sohn des Bauern Antoine Bays geboren. Bays legte zunächst 1906 die Matura am Kolleg St. Michael in Freiburg ab, bevor er ein Mathematikstudium an der Universität Freiburg begann, das er 1911 mit der Promotion beendete.
In unmittelbarer Folge arbeitete Séverin Bays bis 1919 als Mathematiklehrer am Kollegium St. Michael. 1919 habilitierte er sich an der Universität Freiburg, daran  anschliessend belegte er weitere Studien in Göttingen und Paris. Schliesslich lehrte er von 1921 bis 1956 als Professor der Mathematik an der Universität Freiburg, an der er mehrmals als Dekan sowie zwischen 1937 und 1938 als Rektor eingesetzt war. Daneben präsidierte Bays von 1928 bis 1929 die Schweizerische Mathematische Gesellschaft. Ab 1935 diente er in der Schweizer Armee in der Position eines Obersten im Generalstab.
Bays verlegte seinen Forschungsschwerpunkt auf die Bereiche Kombinatorik und Substitutionsgruppen. Er heiratete im Jahr 1911 Berthe geborene Seydoux. Er verstarb am 24. September 1972 wenige Monate nach Vollendung seines 87. Lebensjahres in Freiburg.

## Politisches Amt
Séverin Bays, Mitglied der Christlichdemokratischen Volkspartei, vertrat seine Partei in den Jahren 1931 bis 1951 im Grossen Rat des Kantons Freiburg, den er zusätzlich im letzten Jahr seiner Amtsperiode präsidierte.